# Nemirceni
Nemirceni (în germană Nemericzeny) a fost un sat pe teritoriul actual al comunei Bosanci din județul Suceava. Se presupune că satul a dispărut fiind înghițit de apele lacului antropic cu același nume amenajat la jumatatea secolului al XIX-lea. În zonă s-au descoperit, în urma săpăturilor arheologice, o biserică cu mormintele locuitorilor satului.